# Планирование непрерывности бизнеса
Планирование непрерывности бизнеса (англ. business continuity planning, BCP) - процесс создания систем профилактики и восстановления деловой активности при борьбе с потенциальными угрозами для компании. Один из инструментов антикризисного менеджмента.

## Описание
Суть BCP состоит в том, что любое событие, которое может негативно повлиять на операции, включается в план, например, прерывание цепочки поставок, потеря или повреждение критической инфраструктуры (основной механизм или компьютер / сетевой ресурс) .
В целях и задачах управления непрерывностью процессов и функций в организации могут быть заложены различные приоритеты, которые зависят от масштаба и сферы деятельности.
Выделяют три основных составляющих данного процесса:
- Управление инцидентами (Incident management) – является оперативным уровнем обеспечения непрерывности бизнеса. В его сферу входит комплекс внутренних и внешних происшествий высокой и средней вероятности возникновения: мошенничество, человеческий фактор, сбой в работе оборудования и т.д. На этом уровне ущерб бизнесу сравнительно невелик. Задачи и цели: сохранность, доступность, целостность, аутентичность информации, отказоустойчивость.
- Управление непрерывностью бизнеса и аварийным восстановлением (Business continuity & disaster recovery management) – является тактическим уровнем управления. Область его задач определяется инцидентами, способными привести к приостановке функционирования всей организации или её ключевых бизнес-процессов, вероятность их невелика – колеблется от низкой до средней, но ущерб может оказаться внушительным, вплоть до банкротства.
- Управление чрезвычайными (кризисными) ситуациями (Crisis & emergency management) – является стратегическим уровнем обеспечения бесперебойности бизнес-процессов. Вероятность наступления кризисного инцидента крайне низкая, однако, масштаб ущерба не ограничивается рамками одного предприятия. Возможны экологические и гуманитарные катастрофы, инфраструктурные разрушения в границах целого региона. Так, например, самый высокий уровень обеспечения непрерывности деятельности предприятий необходим в ТЭК (разведка, добыча, переработка углеводородов, производство электроэнергии)[2][3][4].

Выявление возможных инцидентов проводится с помощью многоэтапного анализа, включающего анализ последствий, анализ угроз и сценариев воздействия.
Для построения эффективной системы управления непрерывности бизнеса существуют рекомендации стандартов:
ISO 22301:2012 Societal security – Business continuity management systems – Requirements,
ГОСТ Р ИСО 22301-2014 Системы менеджмента непрерывности бизнеса. Общие требования,
Две части стандарта BS 25999